# 許家窪
许家洼，属湖北省麻城县乘马岗一小村庄，由于历史等特殊原因，现属河南信阳新县辖管。中共将军许世友就生于此处，村内有许世友将军墓和许世友将军故居、许世友将军纪念广场等纪念建筑。